# Торричелла-Сикура
Торричелла-Сикура (итал. Torricella Sicura) — коммуна в Италии, расположена в регионе Абруццо, подчиняется административному центру Терамо.
Население составляет 2687 человек, плотность населения составляет 50 чел./км². Занимает площадь 54 км². Почтовый индекс — 64010. Телефонный код — 0861.
Покровителем коммуны почитается святой апостол Павел, празднование 29 июня.